# Annie Martin
Pour les articles homonymes, voir Martin.
Annie Martin, née le 7 septembre 1981 à Lachine au Québec, est une joueuse de volleyball de plage.
Annie et sa partenaire Guylaine Dumont ont fini cinquièmes lors des Jeux olympiques d'été de 2004 après avoir perdu contre les Américaines Kerri Walsh et Misty May-Treanor en quart de finale.
Annie Martin a gagné la médaille d'argent lors de la compétition du 2007 NORCECA Beach Volleyball Circuit at Boca Chica. Elle a participé aux Jeux olympiques de Londres où elle faisait équipe avec Marie-Andrée Lessard.
Elle est récipiendaire, en 2004, de la Médaille de l'Assemblée nationale.